# Great Yarmouth: Provisional Figures
Great Yarmouth: Provisional Figures és una pel·lícula dramàtica britànica-francesa-portuguesa de 2022 dirigida per Marco Martins. Va competir per una Conquilla d'Or en la categoria: Millor pel·lícula al 70è Festival Internacional de Cinema de Sant Sebastià 2022. La pel·lícula segueix les lluites dels immigrants portuguesos en una ruïnosa ciutat costanera anglesa poc abans del Brèxit. Martins va rodar la pel·lícula íntegrament a Great Yarmouth, Norfolk, Regne Unit i el diàleg de la pel·lícula està en anglès i portuguès. La pel·lícula va ser distribuïda per NOS Audiovisuais i va recaptar 30.351 £ a tot el món a la taquilla

## Argument
Centenars d'immigrants portuguesos que busquen feina arriben a la localitat balneària de Great Yarmouth, a la costa est de Norfolk, tres mesos abans de la votació del Brexit. Tânia, també immigrant portuguesa, somia amb deixar la seva feina supervisant els seus companys immigrants a les fàbriques d'aus de corral locals sacrificant i carnitzant galls d'indi per al consum, per reformar els decrèpits hotels del seu marit anglès que allotgen els seus compatriotes en condicions miserables i lúgubres a les residències de la gent gran.

## Repartiment
- Beatriz Batarda com a Tânia
- Nuno Lopes com a Carlos
- Romeu Runa com a Raúl
- Robert Elliot com a Bob
- Chris Hitchen com a Richard
- Peter Caulfield com a Joe
- Rita Cabaço com a Sandra
- Hugo Bentes com Cardoso

## Llançament
La pel·lícula es va estrenar al 70è Festival Internacional de Cinema de Sant Sebastià 2022, que se celebra anualment a la ciutat espanyola de Sant Sebastià. Està previst que s'estrena en cinemes a Portugal el 16 de març de 2023.

## Recepció
Anna Smith de Deadline va escriure: "Great Yarmouth: Provisional Figures és uns visió dura però fascinant" i va elogiar especialment el paper principal de Tânia ja que "l'interpretava molt bé Batarda, el personatge de la qual sempre és fascinant". Mentre que Jonathan Romney de ScreenDaily va qualificar la pel·lícula d'"Un assaig esgarrifós en dur realisme social, però amb un gir expressionista de malson". IMDB va donar una puntuació agregada de 6,9 de 157 ressenyes d'usuaris, mentre que FilmAffinity la va puntuar de 5,8 de 74 vots i Letterboxd van registrar una puntuació de 3,5 (de 5) d'un total de 324 puntuacions dels usuaris.

## Premis i nominacions
| Premi                                             | Data                   | Categoria                                   | Receptor                            | Resultat  | Ref.   |
| ------------------------------------------------- | ---------------------- | ------------------------------------------- | ----------------------------------- | --------- | ------ |
| Festival Internacional de Cinema de Sant Sebastià | 16 de setembre de 2022 | Premi Conquilla d'Or                        | Great Yarmouth: Provisional Figures | Nominat   | [ 9 ]  |
| Festival Internacional de Cinema a Guadalajara    | 4 de juny de 2023      | Millor guió en llargmetratge iberoamericà   | Great Yarmouth: Provisional Figures | Guanyador | [ 10 ] |
| Festival Internacional de Cinema a Guadalajara    | 4 de juny de 2023      | Millor actriu de llargmetratge iberoamericà | Great Yarmouth: Provisional Figures | Guanyador | [ 11 ] |